# Янко Христов
Янко Христов Иванов е български партизанин, офицер от армията и Държавна сигурност (генерал-майор) и дипломат.

## Биография
Янко Христов е роден на 24 октомври 1919 година в Гюмюрджина, Царство България. По негови думи родителите му участват в Солунските атентати и в Илинденско-Преображенското въстание като куриери. През 1933 година става член на Работническия младежки съюз (РМС), а от 1942 г. и на Българската комунистическа партия (БКП). Между 1938 и 1940 г. е член на Районния комитет на РМС за Пловдив.
Участва в Съпротивителното движение по време на Втората световна война. Брат му Иван Христов – Зъбчето, секретар на РК на РМС, е осъден на смърт и екзекутиран на 8 февруари 1943 г. Партизанин от март 1943 година в Първа родопска бригада „Георги Димитров“. От май 1943 г. до Деветосептемврийския преврат през 1944 г. е началник-щаб на Втора Пловдивска въстаническа оперативна зона.
Веднага след преврата, на 15 септември 1944 е назначен за помощник-командир на Шеста пехотна бдинска дивизия с чин подполковник. От 1 юни до 31 декември 1945 г. е военен аташе на разположение. Между 1 юни 1946 и 28 февруари 1947 г. учи във Военната академия „Фрунзе“, но е освободен по болест. В периода 1 март 1947 – 25 април 1948 г. е началник на катедра при щаба на Втора армия. Началник на специалния отдел на МНО, на школа „Георги Димитров“.
През 1952 г. е назначен за началник на отдел в Първо управление на Държавна сигурност и малко след това става резидент на разузнаването за Турция със седалище в Истанбул, където остава до 1956 г. От 19 ноември 1966 г. е член на Централната контролно-ревизионна комисия на БКП. През 1967 година оглавява Първо управление на Държавна сигурност, но през 1968 г. е уволнен с решение № 206 на Секретариата на ЦК на БКП за „политическа нестабилност и нарушение на основните принципи на оперативната работа“, а според други източници заради записан от службите личен разговор, в който се изказва обидно за висшето ръководство на режима. По собственото му обяснение е допуснал нарушение на секретността и поради тази причина е освободен от поста.
След отстраняването му от Държавна сигурност Христов заема дипломатически постове в Турция, Швейцария (1960 – 1963), Мали (1970 – 1973), Сенегал и Мавритания (1969 – 1972) и Република Конго (1974 – 1979), отговарящ и за Габон (от 1976), но макар на няколко пъти да е управляващ посолства, така и не става посланик. През 1980 г. е взет отново на военна служба към Министерството на вътрешните работи. Между 1980 и 1987 г. е заместник-председател на Комитета за солидарност с народите от Азия и Африка.
С указ № 2888 от 3 септември 1984 г. е обявен за герой на социалистическия труд на България. Награждаван е и с орден „Георги Димитров“ (1979), „Народна свобода 1941 – 1944 г.“ – I ст., „Народна република България“ – III и I ст. (1969), „9 септември 1944 г.“, „За храброст“, „Червено знаме“ и съветския орден „Червена звезда“.

## Военни звания
- подполковник – 1944
- полковник – 1946
- генерал-майор – 1965